# NGC 2501
NGC 2501 (również PGC 22354) – galaktyka soczewkowata (S0), znajdująca się w gwiazdozbiorze Rufy. Odkrył ją John Herschel 14 lutego 1836 roku.
W galaktyce tej zaobserwowano supernową SN 2014dv.